# کوشرکا
کوشرکا (به لاتین: Kushereka) یک منطقهٔ مسکونی در روسیه است که در استان آرخانگلسک واقع شده‌است.